# Mizarela
Mizarela is een plaats (freguesia) in de Portugese gemeente Guarda en telt 187 inwoners (2001).